# Hong-Bang-Universität
Die Hong-Bang-Universität (HBU), auch Privathochschule Hong Bang, (vietnamesisch Trường Đại học Hồng Bàng; englisch Hong Bang University) ist eine private Hochschule in Ho-Chi-Minh-Stadt, Vietnam.
Die Universität wurde 1997 gegründet und befindet sich in der „Hong Bang University City“, einem eigenen Stadtteil in Ho-Chi-Minh-Stadt. Über 6000 Studenten studieren an 42 Studiengängen und 9 Fakultäten mit Bachelor, Master und Ph.D.-Abschlüssen. Präsident ist Nguyễn Mạnh Hùng (Stand 2007).
Seit 1998 besteht ein Kooperationsvertrag mit der Technischen Universität Bergakademie Freiberg.

## Fakultäten
- Internationale Beziehungen
- Informatik und Informationswissenschaften
- Ingenieurwissenschaften
- Elektrotechnik und Automation
- Ökonomie
- Bekleidungstechnik
- Biochemie und Umweltwissenschaften
- Asien-Pazifische Sprach- und Literaturwissenschaften

Sowie 
- Industrie- und Graphikdesign
- Amerikanistik, Romanistik, Germanistik
- Sport- und Erziehungswissenschaften

## Institute
- Forschungsinstitut für Geo-Ökologie
- Forschungsinstitut für Ess- und Trinkkultur un Vietnam
- Forschungsinstitut für ökologische Industrie
- Forschungsinstitut für Gesundheitspflege
- Forschungsinstitut für ökologischen Tourismus
- Institut für Fernstudien